# Штіубей (Долж)
Штіубей (рум. Știubei) — село у повіті Долж в Румунії. Входить до складу комуни Вела.
Село розташоване на відстані 218 км на захід від Бухареста, 36 км на захід від Крайови.

## Населення
За даними перепису населення 2002 року у селі проживали 188 осіб, усі — румуни. Усі жителі села рідною мовою назвали румунську.